# Atherix picea
Atherix picea är en tvåvingeart som först beskrevs av Walker 1848.  Atherix picea ingår i släktet Atherix och familjen snäppflugor.
Artens utbredningsområde är Storbritannien. Inga underarter finns listade i Catalogue of Life.